# 徐州大郭庄机场
徐州大郭庄机场位于江苏省徐州市城区东南，云龙区大郭庄街道陇海铁路南侧，被废黄河的河曲从西、南、东三面环抱。

## 历史
大郭庄机场是徐州市历史上第一座机场。1930年代初，国民政府航空委员会修建土机场。1939年侵华日军改建为水泥机场。1945年，国民政府扩建。成为空军机场。1992年8月，大郭庄机场曾为起降大型民航机而对飞行区进行改造。
1997年11月8日徐州观音机场首航，大郭庄机场结束了军民两用历史。
空军徐州机场迁建工作自2008年启动。2012年5月国务院、中央军委批准迁建空军徐州机场工程项目。2015年11月20日上午，济南军区空军隆重举行“空军徐州机场迁建工程”奠基仪式。济南军区空军副司令员刘千里、副政委卫明、副参谋长王强、政治部副主任王远明，江苏省副省长许津荣、省政府副秘书长陆永泉，济南军区空军后勤部副部长杨光存、军区空军装备部副部长何清军、驻徐某部政委谢伟、朱宝琪，徐州市领导朱民、刘忠达、庄华平、李荣启、王昊、陈辉等军地领导出席了奠基仪式。搬迁后释放出大郭庄机场及周边的土地，面积约4平方公里，加强徐州市南北、东西交通联系。
2020年底，大郭庄机场已经搬迁完毕，2021年开始城市道路新建。